# Record Pool
Der Begriff Record Pool kommt aus dem englischen und beschreibt einen Pool für DJs. Ursprünglich bemusterten Record Pools ihre DJs mit Schallplatten, die Tendenz geht jedoch verstärkt zur MP3- und CD-Bemusterung.
Aufgabe eines Recordpools ist es, neu veröffentlichte Musik über seine DJs zu promoten. Die Aufgabe des DJs wiederum ist es, die Musik auf verschiedenen Events oder in seinen Mixtapes zu präsentieren.
Viele Record Pools besitzen eigene Musik-Charts, die von ihren jeweiligen DJs getippt werden. Somit kann das Plattenlabel einschätzen, wie ihre Musiktitel vom Publikum aufgenommen werden. Viele Record Pools bieten ihren DJs auch monatliche CDs mit den aktuellen Neuerscheinungen an. Record Pools haben meist eine bestimmte Anzahl von Mitgliedern (DJs), die oft einen monatlichen Mitgliedsbeitrag bezahlen, um im Gegenzug bemustert zu werden. Bekannte DJs werden hingegen oft kostenlos bemustert, da sie mehr Einfluss auf den Musikmarkt haben und somit die Chance größer ist, dass der Titel populär wird, vielleicht sogar in die Charts kommt. Im Englischen verwenden die DJs dafür oft den Begriff "We Break music". 
Die Anzahl der Plätze in einem Pool sind meist begrenzt. Record Pools sind eigene Verbände, die organisatorisch meist nicht zu einer bestimmten Plattenfirma gehören, wobei es auch hier Ausnahmen gibt.
Der Ursprung von Record Pools liegt in den USA. Der erste Record Pool entstand 1974 in New York City. Gründer waren der Disco-DJ David Mancuso und Steve D’Aquisto. Durch Mancusos Idee, ab Mitte der 1960er Jahre Partys in großen Lagerhallen zu veranstalten, entstand zunächst The Loft und zehn Jahre später der erste Record Pool mit zunächst 26 DJs (New York Record Pool). Steve D’Aquisto hatte die Idee, die Disco DJs zu einem Pool zu vereinen. Die ersten zwei Jahre finanzierte David Mancuso den Record Pool aus eigener Tasche, weil den meisten DJs nur wenig Geld zur Verfügung stand. Weitere Mitglieder waren Francis Grasso, Michael Cappello, David Rodriguez und der Studio 54-DJ Nicky Siano.

## Record Pools heute
Die meisten Record Pools gibt es nach wie vor in den USA wie zum Beispiel Tjdj's Record & CD Pool aus Florida oder Lod Record Pool aus Atlanta. Beide oben genannten Pools haben einen Mitgliedschaftsbeitrag von 70 bis 100 $ pro Monat. Dafür erhalten die DJs die neueste Musik von Major- und Underground-Labels. 
In Europa sind Record Pools weniger verbreitet wie in den USA. Vereinzelt findet man welche in England, Frankreich und Deutschland, wie den Promoting Record & CD Pool Muzik-Patnaz, der vorwiegend Urban & Elektro Musik promotet. Einige der ersten DJs und Partner hier waren DJ Seka, Plattenpapzt tha Pontifex of crunk, DJ Cris, Kid Krunk, DJ Jelly & Southern Style DJ'S, Big Oomp Records, 334 Mobb, Lil Weavah, Eriq.